# فرودگاه آبی بندرگاه ونکوور
فرودگاه آبی بندرگاه ونکوور (به انگلیسی: Vancouver Harbour Water Airport) (به زبان بومی: Vancouver Coal Harbour Seaplane Base) یک فرودگاه همگانی باربری با کد یاتا CXH است که یک باند فرود آب دارد. این فرودگاه در شهر ونکوور کشور کانادا قرار دارد و در ارتفاع ۰ متری از سطح دریا واقع شده است.

## شرکت‌های هواپیمایی و مقصدهای پروازی
| شرکت‌های هواپیمایی                       | مقصدهای پروازی                                                                                 |
| --------------------------------------- | ---------------------------------------------------------------------------------------------- |
| Harbour Air                             | آبی بدول هاربر، آبی گنگ، Maple Bay، آبی بندر نانایمو، سچلت/پرپیس بای واتر، ویکتوریا اینر هاربر |
| Helijet                                 | آبی بندر نانایمو، ویکتوریا اینر هاربر، ونکوور, province-wide medevac service                   |
| Salt Spring Air اجرا توسط Harbour Air   | آبی بدول هاربر، آبی گنگ، Maple Bay، آبی و، ویکتوریا اینر هاربر                                 |
| سی‌ایر سی‌پلینز                           | آبی بندر نانایمو                                                                               |
| توفینو ایر اجرا توسط Sunshine Coast Air | چارتر: آبی بندر نانایمو، سچلت/پرپیس بای واتر                                                   |
| West Coast Air اجرا توسط Harbour Air    | ویکتوریا اینر هاربر، آبی بندر نانایمو، آبی کوموکس                                              |
| Whistler Air اجرا توسط Harbour Air      | فصلی: ویستلر- گرین لیک واتر                                                                    |